# Leif Nielsen
Leif Bernhard Nielsen (Koppenhága, 1942. május 28. –) dán válogatott labdarúgó, edző.

## Fordítás
- Ez a szócikk részben vagy egészben  a   Leif Nielsen című angol Wikipédia-szócikk fordításán alapul.  Az eredeti cikk szerkesztőit annak laptörténete sorolja fel. Ez a jelzés csupán a megfogalmazás eredetét és a szerzői jogokat jelzi, nem szolgál a cikkben szereplő információk forrásmegjelöléseként.